# Казьмин, Пётр Алексеевич
Пётр Алексеевич Казьмин (род. 18 августа 1919, Московская область) — советский хозяйственный, государственный и политический деятель.

## Биография
Родился в 1919 году. Член КПСС с 1945 года.
Выпускник Московского института стали (1941). С 1945 года — на хозяйственной, общественной и политической работе. В 1945—1946 годах работал мастером, начальником смены, старшим технологом Кузнецкого металлургического комбината.
В 1946–1947 годах был инструктором политотдела управления по гражданским делам Калининградской области, в 1947-1948 годах главным металлургом машиностроительного завода Калининграда, инструктор отдела тяжелой промышленности Калининградского обкома ВКП(б) (1948–1960), заместителем председателя Калининградского совнархоза (1960–1963 годы).
В 1963–1972 являлся первым секретарём Калининградского горкома КПСС, секретарём Калининградского обкома КПСС по промышленности и строительству (1972–1987). 
Делегат XXIII и XXIV съездов КПСС.
Умер после 2004 года.